# Wohn- und Wirtschaftsgebäude Geestensether Straße 39
Das Wohn- und Wirtschaftsgebäude Geestensether Straße 39 südlich der geschlossenen Ortschaft am Rande des Wilden Moores in der niedersächsischen Gemeinde Geestland, Ortsteil Köhlen, im Landkreis Cuxhaven, stammt aus der zweiten Hälfte des 17. Jahrhunderts.
Aktuell (2024) wird es als Wohnhaus genutzt.
Das Gebäude steht unter Denkmalschutz (siehe auch Liste der Baudenkmale in Geestland).

## Beschreibung
Das eingeschossige giebelständige Gebäude als Zweiständer-Hallenhaus in Fachwerk mit Lehmausfachungen, mit Satteldach (früher reetgedecktem Walmdach), der regionaltypischen späteren Verbretterung im oberen Giebeldreieck und der Grooten Door mit Rundbogen, wurde 1684 (Inschrift) gebaut. Es ist eines der ältesten erhaltenen Bauernhäuser der Region.
Auf der Hofanlage stehen weitere nicht denkmalgeschützte Gebäude.
Das Landesdenkmalamt befand u. a.: „… einer der wenigen erhalten Zweiständerbauten des schon im Jahr 1300 bezeugten Dorfes …“